# Hiiraan
Hiiraan (en arabe : هيران, Hīrān) est une région enclavée, au centre de la Somalie, limitrophe des provinces somalies de Galguduud au nord et à l'est, de Shabeellaha Dhexe et Shabeellaha Hoose au sud, et des provinces éthiopiennes somalies (Ogaden puis région Somali) de Shabelle et Afder.

## Géographie
La région s'organise autour du fleuve Chébéli ou Shebelle River (somali : Webi Shabeelle, italien : Uebi Scebeli).
La faune en oiseaux est importante.

## Villes
La capitale est Beledweyne.
Les autres villes importantes sont : Buloburde, Buqdaqable, Burweyn, El Ali, Jalalaqsi, Moqokori.

## Districts
Les trois districts sont ceux de  : Beledweyne, Buuloburde et Jalalaqsi.

## Histoire
Le groupe Ahlu Sunna wal Jamaa (ASWJ) a été actif dans le nord est de la région, au moins entre 2008 et 2011[réf. nécessaire].